# Пауль Небель
Пауль Небель (нім. Paul Nebel, нар. 10 жовтня 2002, Бад-Наугайм, Німеччина) — німецький футболіст, вінгер клубу «Майнц 05» та молодіжної збірної Німеччини.

## Ігрова кар'єра

### Клубна
Пауль Небель є вихованцем футбольної школи клубу «Кікерс» з міста Оффенбах. У 2016 році футболіст приєднався до клубу «Майнц 05», де почав грати у молодіжній команді. З 2020 року Небель почав виступати за другу команду клубу у Регіональній лізі та залучатися до тренувань та матчів основного складу.
Першу гру в основі Небель провів у вересні 2020 року у кубковому матчі «Гафельзе», де відзначився гольовою передачею. За тиждень футболіст дебютував у турнірі Бундесліги.
Влітку 2022 року для набору ігрової практики Пауль Небель до кінця сезону відправився в оренду у клуб Другої Бундесліги «Карлсруе».

### Збірна
З 2017 року Пауль Небель захищав кольори юнацьких збірних Німеччини різних вікових категорій.